# La Casera-Peña Bahamontes
La Casera-Peña Bahamontes fue un equipo ciclista español que compitió profesionalmente entre 1968 y 1974. El equipo fue impulsado por el Club Peña Bahamontes con el apoyo comercial de la marca de refrescos La Casera. 

## Historia
La Peña Bahamontes, club deportivo todavía existente en la actualidad, fue fundada en Toledo por el corredor Federico Martín Bahamontes tras su retirada, con el objetivo de promocionar el ciclismo. Fue la creadora y organizadora de la Vuelta a Toledo, además de impulsar un equipo ciclista profesional, que compitió entre 1968 y 1974 bajo la dirección del propio Bahamontes.

## Principales resultados
- Subida a Arrate: Joaquín Galera (1970), Pedro Torres (1974)
- Vuelta a Mallorca: Andrés Oliva (1972)
- Vuelta en Portugal: Jesús Manzaneque (1973)
- Vuelta en Asturias: Jesús Manzaneque (1973)
- Vuelta en Aragón: Jesús Manzaneque (1973)
- Escalada en Montjuic: Jesús Manzaneque (1973)
- Vuelta en La Rioja: Jesús Manzaneque (1973, 1974)
- Klasika Primavera: Andrés Oliva (1974)
- Vuelta en Cantabria: Antoni Vallori (1974)

### En las grandes vueltas
- Vuelta a España
  - 5 participaciones (1970, 1971, 1972, 1973, 1974)
  - 1 victoria de etapa:
    - 1 en 1973: Juan Zurano

  - 4 clasificaciones secundarias:
    - Gran Premio de la montaña: José Luis Abilleira (1973, 1974)
    - Clasificación de la combinada: José Luis Abilleira (1974)
    - Clasificación por equipos: (1973)

- Tour de Francia
  - 2 participaciones (1973, 1974)
  - 1 victoria de etapa:
    - 1 en 1973: Pedro Torres

  - 1 clasificación secundaria:
    - Gran Premio de la montaña: Pedro Torres (1973)

- Giro de Italia
  - 1 participación (1970)
  - 1 victoria de etapa:
    - 1 en 1970: Miguel Mari Lasa